# Chang en Eng Bunker

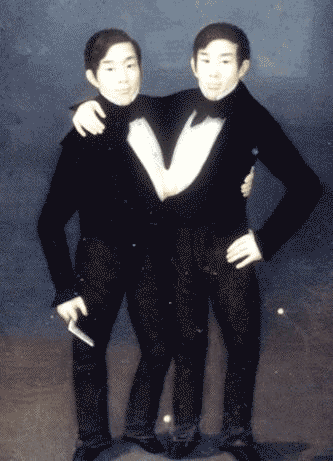
Een schilderij van Eng (links) en Chang (rechts) Bunker, circa 1836

Chang en Eng Bunker (11 mei 1811 - 17 januari 1874) waren een Siamese tweeling, wier aandoening en afkomst de basis legde voor de uitdrukking "Siamese tweeling".

## Biografie

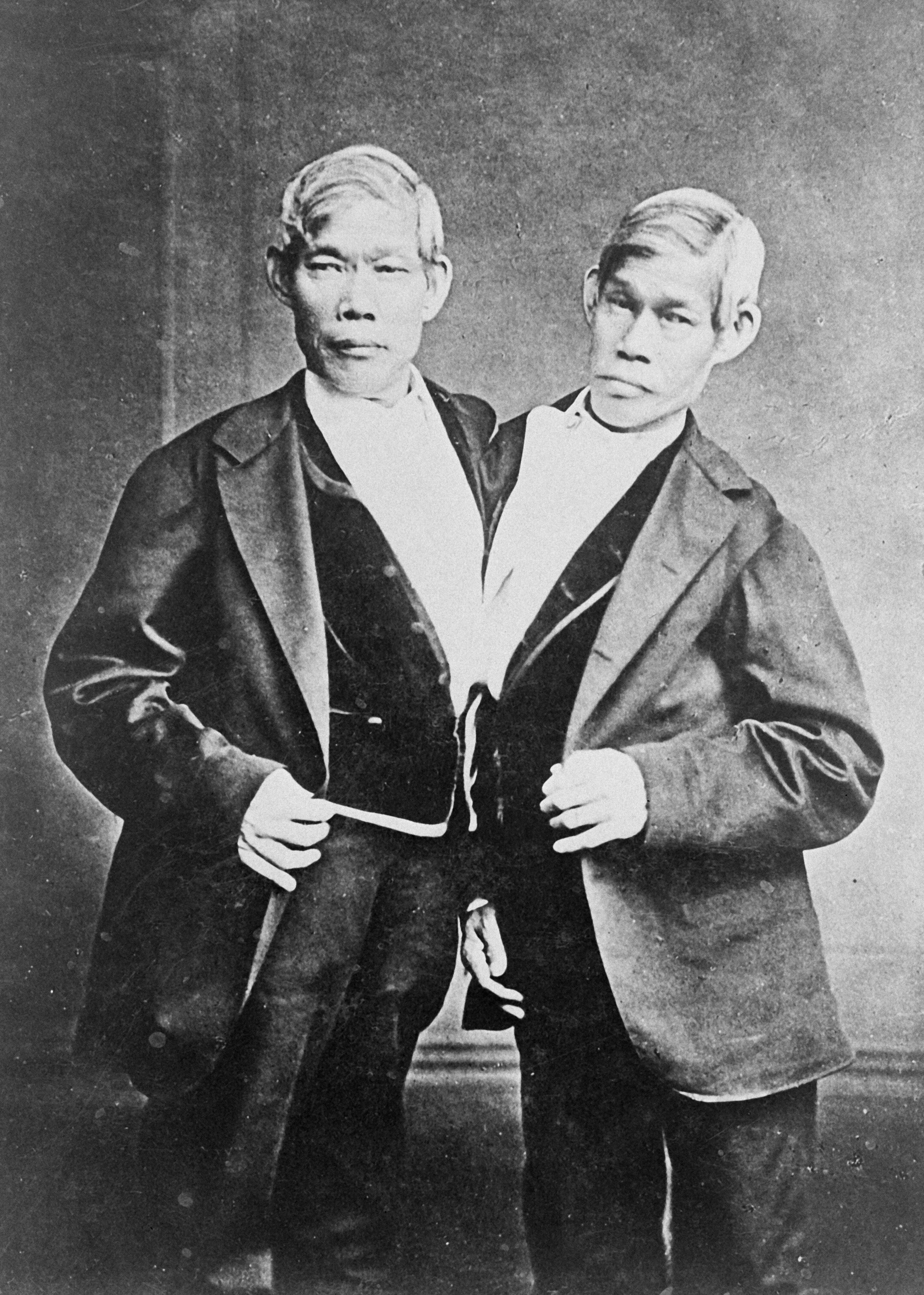
De Bunkers tijdens hun latere levensjaren

De broers werden in 1811 in Siam (tegenwoordig Thailand) geboren in de provincie Samut Songkhram als zonen van een visser en huisvrouw. Hun vader was volledig van Chinese afkomst, hun moeder vermoedelijk deels. Ze waren door een klein beetje kraakbeen aan het borstbeen verbonden. Hun levers waren één geheel, maar werkten apart van elkaar. Tegenwoordig zou men hen hebben kunnen opereren en scheiden, maar in de 19de eeuw waren de technieken nog niet zo ver gevorderd. In 1829 werden ze door de Britse handelaar Robert Hunter "ontdekt" en als curiositeit tentoongesteld tijdens een wereldtournee. Toen hun contract met Hunter afliep, regelden ze met succes hun eigen zaakjes. In 1839, tijdens een bezoek aan Wilkesboro, North Carolina besloten de broers op deze locatie te blijven wonen. Ze richtten een boerderij op en werden genaturaliseerd tot Amerikaans staatsburger.
Vastbesloten een normaal leven te leiden, richtten de broers een plantage op, kochten slaven en namen de achternaam "Bunker" aan. Op 13 april 1843 huwde Chang met Adelaide Yates en Eng met Adelaides zuster, Sarah Anne. Op die manier werden hun kinderen dubbele neven en nichten. Chang en Adelaide kregen tien kinderen, Eng en zijn vrouw elf. Na geruzie tussen de twee vrouwen werd besloten de gezinnen van elkaar te scheiden. Er werden twee huizen gekocht, één ten westen van Mount Airy, North Carolina en een ander in de gemeenschap van White Plains. De broers verbleven om de drie dagen in een van de huizen. Tijdens de Amerikaanse Burgeroorlog (1861-1865) vochten Changs zoon Christopher en Engs zoon Stephen beiden voor de Zuidelijke Staten. Chang en Eng verloren al hun slaven en een deel van hun bezit door hun affiliatie met de zuidelijke staten tijdens de oorlog en bleven erg bitter over de regering. Dankzij hun integere en eerlijke reputatie werden ze door hun buren ten zeerste gewaardeerd. Chang en Eng stierven op dezelfde dag in 1874. Chang, die een longontsteking had, stierf onverwacht tijdens  zijn slaap. Eng ontwaakte en zag dat zijn broer dood was. Hij riep zijn vrouw en kinderen om hem bij te staan. Een dokter werd benaderd voor een spoedoperatie, maar Eng weigerde van zijn dode broer gescheiden te worden. Hij overleed drie uur later.

## Nalatenschap

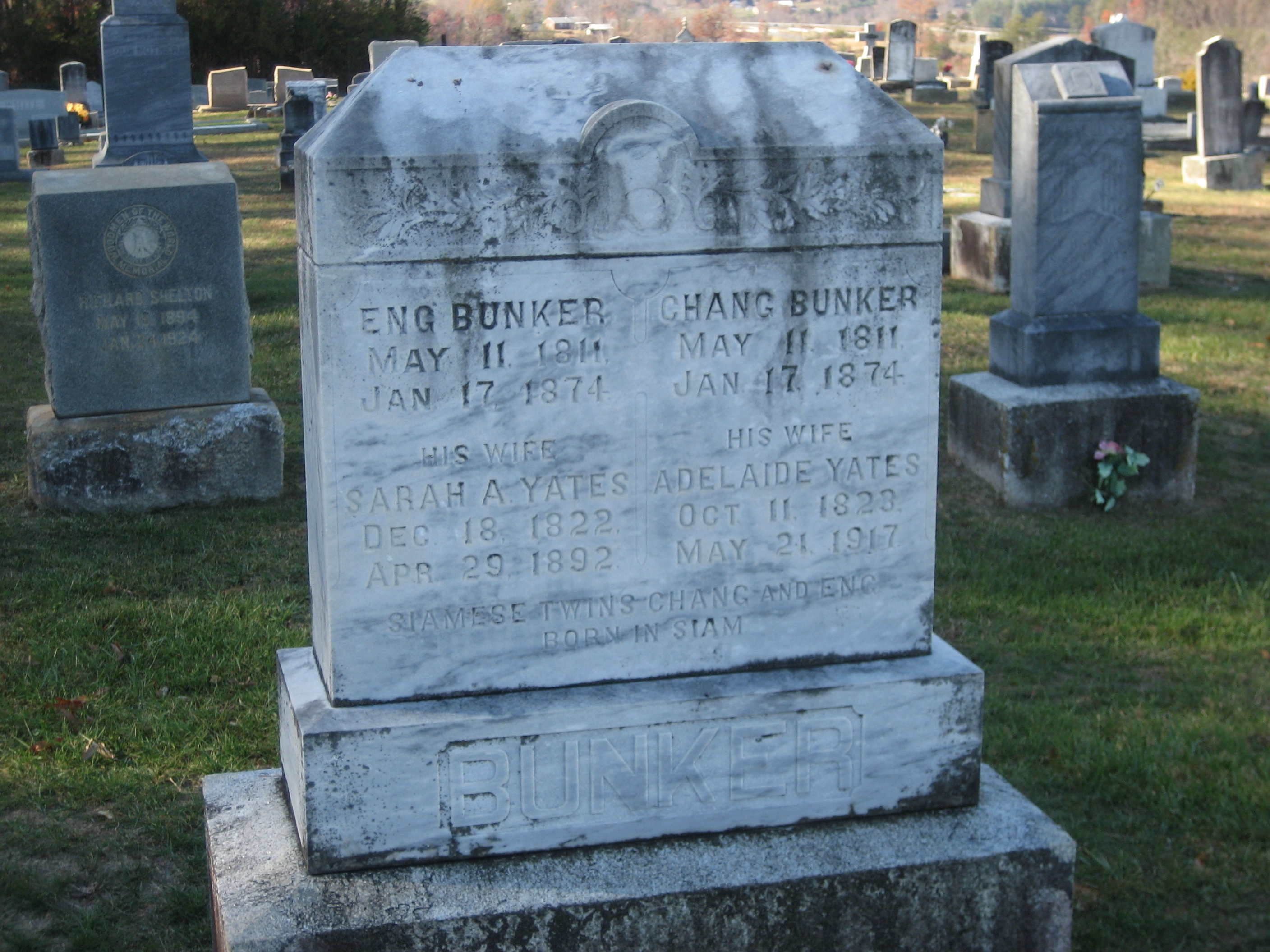
Graf van Eng en Chang Bunker nabij Mt. Airy, North Carolina

De samengegroeide lever van de Bunkers is bewaard gebleven en thans in het Mütter Museum in Philadelphia te bezichtigen. In de North Carolina Collection Gallery in Wilson Library aan de universiteit van North Carolina te Chapel Hill is er veel informatie rond de broers terug te vinden. In 1997 werd hun leven ook tot een musical verwerkt.

## Meer informatie
- Eng and Chang Bunker Digital Project at UNC-Chapel Hill
- Chang and Eng Bunker at findagrave
- Watercolor of the twins and short biography
- Papers of the twins in the archives of the University of North Carolina
- Together Forever - National Geographic Magazine